# Sivkasta bijela svila
Sivkasta bijela svila (sivkasta babosvilka; lat. Armeria canescens) je trajnica iz roda bijela svila, babina svila ili babosvilka (Armeria).
Mediteranska biljka raširena u obalnim područjima Hrvatske, Italije (sa Sicilijom), Grčke, Albanije i Crne Gore.

## Podvrste
- Armeria canescens subsp. canescens
- Armeria canescens subsp. dalmatica (G. Beck) Trinajstic, dalmatinska bijela svila
- Armeria canescens subsp. gracilis (Ten.) Bianchini
- Armeria canescens subsp. nebrodensis (Guss.) Pinto da Silva